# (11530) d’Indy
(11530) d’Indy ist ein Asteroid des Hauptgürtels, der am 2. Februar 1992 vom belgischen Astronom Eric Walter Elst am La-Silla-Observatorium (IAU-Code 809) der Europäischen Südsternwarte in Chile entdeckt wurde.
Der Asteroid wurde am 23. Mai 2000 nach dem französischen Komponisten und Musiktheoretiker Vincent d’Indy (1851–1931) benannt, der vergeblich versuchte, das Pariser Konservatorium zu reformieren und nach der Ablehnung seiner Ideen 1894 zusammen mit Charles Bordes und Alexandre Guilmant die Schola Cantorum gründete.